# Bana (Lauteninstrument)
Bana, auch kikri, vana, ist eine dreisaitige, mit dem Bogen gestrichene Schalenspießlaute, deren aus einem Holzblock geschnitzter Korpus in der Draufsicht rechteckig ist. Die bana wird von männlichen Musikern der Pardhan-Kaste in der Gegend von Mandla im zentralindischen Bundesstaat Madhya Pradesh zur Begleitung epischer Lieder gespielt. Die Pardhans musizieren für ihre Auftraggeber, die Gonds, mit denen sie in einer sozialen und mythischen Beziehung stehen. Außerhalb der Volksmusiktradition in dieser ländlichen Gegend ist die Fiedel praktisch unbekannt. Für die Pardhans galt sie früher als Wohnsitz ihres Hauptgottes Bara Pen und besaß eine magische Schutzfunktion.
Die epische Liedtradition der Pardhans stellt eine sehr alte dramatische Form dar, deren Inhalte aus der regionalen Gondawani-Überlieferung oder aus dem indischen Nationalepos Mahabharata stammen. Die bana sorgt für eine musikalische Akzentuierung der halb gesungenen, halb gesprochenen Erzählung und macht für die Zuhörer die geschilderten mythischen Charaktere und Ereignisse vorstellbar. Außerhalb von Mandla heißt die Fiedel der Pardhans kingri.

## Herkunft und Verbreitung

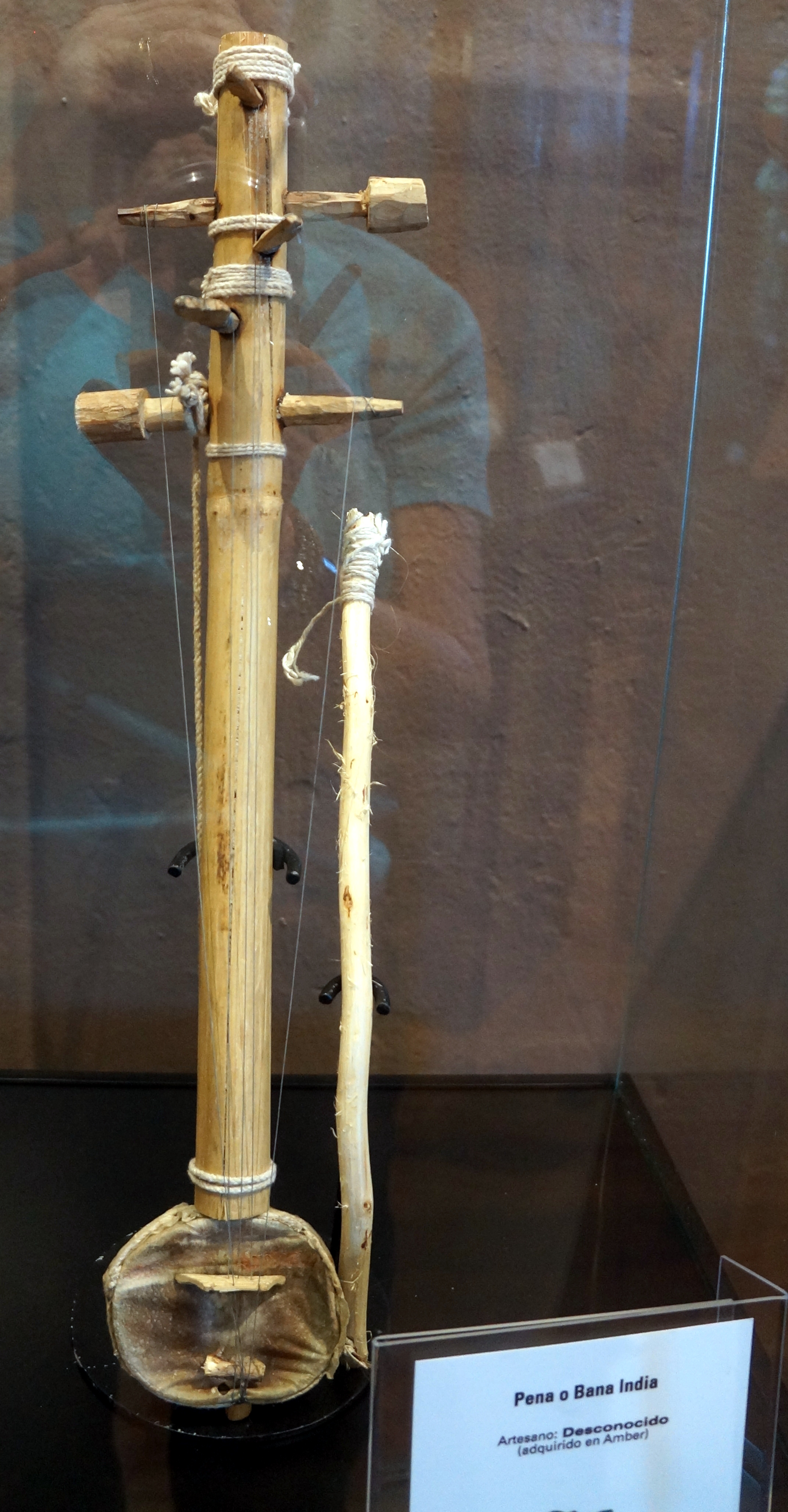
Als „Pena oder Bana“ bezeichnete dreisaitige Streichlaute, die nach ihrem Fundort Amber in Rajasthan eine einfache Ausführung einer ravanahattha sein könnte. Im Timple-Museum des Palacio Spínola auf Lanzarote.

In altindischer Zeit war vina ein umfassender Begriff für Saiteninstrumente. Sie wurden gemäß den vedischen Schriften zu Ehren der Götter gespielt. Die im bedeutendsten frühen Werk zur Musik, dem um die Zeitenwende abgefassten Natyashastra, als vina oder vipanci erwähnten Saiteninstrumente waren sehr wahrscheinlich Bogenharfen, die sich aus den älteren Musikbögen entwickelt hatten. In dieser Form sind sie um diese Zeit auf Steinreliefs an buddhistischen Kultorten und ab der Mitte des 1. Jahrtausends als Stabzithern an den Wänden von Hindutempeln in den Händen von Gandharvas und Kinnaras, mythischen Begleitfiguren der Götter, abgebildet. Die Stabzithern ersetzten die Bogenharfen, die sich außerhalb Indiens in Gestalt der burmesischen saung gauk und – weniger bekannt – zumindest bis in jüngste Zeit in Ostafghanistan als waji erhalten haben. Die einzige, in Indien verbliebene Bogenharfe ist die von den Pardhans gespielte bin-baja, die fälschlich auch Gogia bana („Fiedel der Gogia“) genannt wird. Nach dem 9. Jahrhundert werden die Abbildungen von Stabzithern, die aus einer Saite und einem Trägerstab mit einem angehängten Resonator aus einer Kalebassenhalbschale bestanden seltener. An diese einfachsten Zupfinstrumente erinnert heute nur noch die in der Volksmusik in einer ländlichen Region von Odisha gespielte tuila.
Alte Beinamen der vina verweisen auf die Beziehung zu Göttern. Im 12. Jahrhundert taucht erstmals die Bezeichnung kinnari vina für ein Zupfinstrument unbekannter Bauart im Kathasaritsagara in einer Erzählung über eine menschenfressende Dämonin (Yakshini) auf. Ein Instrument namens kinnara scheint es arabischen Quellen zufolge bereits weit früher gegeben zu haben. Ibn Chordadhbeh (820–912) berichtet vom indischen Saiteninstrument kankala, dessen eine Saite über eine Kalebasse gespannt war. Es handelte sich entweder um eine einsaitige Stabzither (ekatantri vina) oder um ein einsaitiges Lauteninstrument (ektara). Der persischsprachige Dichter Amir Chosrau (1253–1325) nennt dieses zu seiner Zeit sehr beliebte Instrument kingri. Für Abu 'l-Fazl (1551–1602), dem Hofchronisten des Mogulherrschers Akbar I., war die kingara eine zweisaitige Stabzither mit zwei Kalebassen und von der Stabzither kinnara mit drei Kalebassen verschieden. In der Summe bezeichnete kingri und kinnara im Mittelalter eine Reihe von Saiteninstrumenten, die gezupft oder gestrichen wurden.
Der indische Musikwissenschaftler B. C. Deva will auf einigen Tempelreliefs aus dem 10. Jahrhundert Streichinstrumente erkannt haben. Solche Darstellungen sind jedoch nicht eindeutig zu identifizieren. Als ältestes indisches Streichinstrument gilt die ravanahattha, deren Namen unabhängig vom damaligen Instrumententyp seit dem 7. Jahrhundert überliefert ist und sich vom mythischen Dämonenkönig Ravana ableitet. Heute wird eine Langhals-Spießlaute mit zwei Melodie- und mehreren Resonanzsaiten in Rajasthan und Gujarat so bezeichnet. Im 11. und 12. Jahrhundert war eine saranga vina ein beliebtes Saiteninstrument, mit dem Jains ihre religiösen Gesänge begleiteten. Vom Namen her könnte die saranga vina mit dem Bogen gestrichen worden sein, denn die sarangi mit einem kastenförmigen Korpus ist das heute am weitesten in Nordindien verbreitete Streichinstrument. Sarangi ist auch eine volkstümliche Bezeichnung für anders konstruierte indische Fiedeln wie die ravanahattha. Der Begriff sarangi taucht im Mittelalter häufig in epischen Geschichten auf, die in der Volkssprache Prakrit verfasst wurden, was für eine durchgängige Tradition der sarangi in der populären und religiösen Musik spricht. Besonders in der religiösen Gesangstradition der Sikhs spielen Streichinstrumente vom 16. Jahrhundert bis heute (in Verbindung mit der kleinen Trommel dhadd) eine bedeutende Rolle. Seit dieser Zeit ist die sarangi eine auch in der Straßenmusik bekannte Streichlaute, die im 20. Jahrhundert in die klassischen Musik übernommen wurde.
Die dreisaitige sarinda mit einem ausladenden ankerförmigen Korpus ist mit ähnlichen Streichlauten, etwa der ghichak im persisch-zentralasiatisch islamischen Raum verwandt. Die mayuri vina, deren dickbauchiger Korpus in einem Pfauenkopf endet, lässt sich von den mittelalterlichen vina in Lauten- oder Stabzitherform herleiten. Die mit ihr verwandte schlankere Streichlaute dilruba dürfte in der Mogulzeit und die esraj im 19. Jahrhundert entstanden sein.
Die sarinda verkörpert einen Typ der indischen Streichinstrumente, der in einer besonderen langrechteckigen Form bei der ostindischen Adivasi-Gruppe der Santal als dhodro banam vorkommt. Daneben gibt es in derselben Region die nicht mit den sarinda verwandten Stachelfiedeln banam mit einem schalenförmigen runden Resonanzkörper. Letztere heißen in der Tiefebene im Süden Nepals urni, in Nordostindien pena, in Maharashtra koka und im südindischen Kerala pulluvan vina.

## Bauform
Die genannten Stachelfiedeln besitzen einen halbkugelförmigen Korpus aus einer Kokosschale oder einer Kalebasse, der mit einer Tierhaut bespannt ist, und einem dünnen geraden Saitenträger, über den eine Saite verläuft. Ein solches, zu den ektara gehörendes Streichinstrument ist bei den Gonds als kingri, kindri oder kingari bekannt. Davon unterschieden wird die dreisaitige bana mit einem rechteckigen Korpus, die ebenfalls als kingri oder kikri bezeichnet werden kann. Im Bastar-Distrikt heißt dieselbe Fiedel kikir. Nach der Größe werden zwei Varianten der bana benannt: Am beliebtesten ist die kleinere kaneha, die als weiblich gilt. Daneben gibt es die etwas größere, „männliche“ sagara.
Die bana besteht aus einem, in der Draufsicht rechteckigen Resonanzkörper (khol) mit den ungefähren Maßen 21 × 15 Zentimeter, der aus einem Holzblock herausgeschnitten wurde. Das verwendete Holz stammt vom Gutelbaum (Trewia nudiflora, hindi khamar) oder Teakbaum (Tectonia grandis, hindi sagon). Nach unten verjüngt sich der Korpus wie ein Pyramidenstumpf, sodass der Boden nur 15 × 4 Zentimeter misst. Die sich ergebende flache Wanne ist 6 Zentimeter hoch. Der Länge nach wird die Unterseite mittig durch einen breiten Wulst verstärkt. Als Decke wird der Korpus, nachdem er innen weiß ausgemalt wurde, mit einer transparenten Membran aus einem Rinder-  oder Ziegenmagensack bespannt, der auf Gondi poor heißt. Am Rand wird die Membran mit einem Harz festgeklebt, das die Pardhan als Pulver aufbewahren, mit Wasser vermengen und heiß auftragen. Der Boden des auf der Decke liegenden Instruments erinnert die Pardhan an den Schildkrötenpanzer, mit dem der erste Anführer der Gond nach der Legende einen Fluss überquerte. Ein 34 Zentimeter langer Saitenträger (siwa) aus Bambus (bhans) mit einem Durchmesser von 3 Zentimetern ragt deutlich über die gegenüberliegende Seite aus dem Korpus heraus.
Am Halsende nehmen drei seitliche Holzwirbel (birra) die Saiten auf, die über einen flachen Steg (ghori, „Stute“, weil die Saiten darauf reiten), der lose im oberen Bereich auf der Membran steht, bis zum unten herausragenden Bambusstab verlaufen. Am unteren Ende geht der Bambusstab in ein breiteres Holzstück (khandi) über. Nach Ende des Spiels schiebt der Musiker den Steg auf den Korpusrand, um die Membran zu entlasten. Damit die seitlich an den Wirbeln festgewickelten Saiten ihre Position über dem Hals erreichen, müssen sie sich an einem kleinen, nach oben stehenden Holzstift (bhodri, „Nabel“) am ersten Wirbel überkreuzen. Um die Wirbel in ihrer Position zu fixieren, werden sie mit Stoff umwickelt. Die Länge der Saiten begrenzt eine direkt am bhodri um den Hals gewickelte Baumwollschnur (kardhan, „Gürtel“). Ein eingeschobener Holzstab stabilisiert das Bambusrohr im Bereich der Wirbel. Die Saiten (chundi, „Haar“) bestehen aus nicht verdrehten Pferdehaaren. Die Wirbel sind nicht für die Aufnahme der Saite gelocht. Stattdessen werden in die Haarstränge an den Enden Baumwollschnüre eingeflochten. Damit lassen sie sich ohne zu rutschen auf die Wirbel wickeln. Die Saiten werden nach ihrer Position beim Spiel unterschieden in upar („oben“, tatsächlich die stärkste und am tiefsten klingende Saite), manjha („Mitte“) und niche („unten“). Eine andere Einteilung nach der Stärke lautet: tinme („schwach“) mit 30–37 Pferdehaaren, manjha mit 38–40 Haaren und dhodha („laut“) mit 45–52 Haaren.
Der Streichbogen (hathora, „etwas in der Hand gehaltenes“) ist etwa 44 Zentimeter lang, in leicht konkav gekrümmte Form aus Woodfordia floribunda (ein Weiderichgewächs, surteli) geschnitzt oder er besteht aus einem Hirschgeweih (shamar). Der Bogenstab wird mit 30–60 Pferdehaaren (chundi) bezogen. Am oberen Ende halten die Haare an einer um den Stab gewickelten Baumwollschnur, am Griffende sind sie in einen mehrfach umgeschlungenen Baumwollstoff eingewickelt. Der Bezug hängt lose an der nicht elastischen Bogenstange. Der Spieler spannt den Bogen, indem er den Bezug umgreift und einwärts zieht. Mehrere Schellen (ghungru), die ein rhythmisches Geräusch verursachen, sind auf der Außenseite des Bogenstabes angebracht. Die Haare werden mit Harz (lobhan) eingerieben.

## Spielweise
Der Spieler drückt die bana mit dem verdickten unteren Ende gegen seine linke Schulter (daher der Name khandi, „Schulter“ für dieses Bauteil) und hält sie mit der linken Hand am Hals schräg nach unten vor den Oberkörper. Dies entspricht etwa der Spielposition der Violine in Südindien und ist ansonsten nur bei wenigen indischen Fiedeln üblich, etwa bei der nordostindischen pena. Dagegen wird die ravanahattha umgekehrt mit nach oben gerichtetem Hals gespielt. Der bana-Spieler neigt den Kopf leicht in Richtung seines Instruments, jedoch ohne es mit dem Kinn zu fixieren. Die ersten drei Finger der linken Hand drücken die Saiten auf das Griffbrett nieder, der kleine Finger kommt für den fünften Ton über dem Grundton der höchsten Saite zum Einsatz und berührt nur die Saite. Da die Saiten dicht beieinander liegen und der Steg nicht gekrümmt ist, streicht der Bogen zwangsläufig meist über zwei oder drei Saiten zugleich. Die Saiten sind im Quartabstand gestimmt. Der schnelle Aufstrich erklingt wie bei der Violine kräftiger als der Abstrich. Mit abrupten rhythmischen Richtungsänderungen werden die Glöckchen angeregt.
Bei dem üblichen Wechsel von Quarten und Oktaven, die über zwei und drei Saiten gespielt werden, ist eine tonale Ordnung nur schwer herauszuhören. Die leer gestrichene mittlere Saite stellt einen Fixpunkt dar, der für die Gesangsstimme einen Grundton bildet, über dem diese sich innerhalb einer Oktave bewegt. Mit einem Ton folgt die bana in etwa der Gesangsstimme, während der zweite Ton eine Quarte darunterliegt. Abgesehen von den parallelen Quarten ist keine harmonische Struktur in der Tonfolge vorhanden. Die bana sorgt auch nicht für den in der indischen Musik allgemein üblichen Bordunton, wie er etwa von der Langhalslaute tanpura erzeugt wird. Melodie und Rhythmus haben nichts mit den der klassischen indischen Musik zugrundeliegenden Ragas und Talas zu tun. Unabhängig davon, welche Saiten gestrichen werden, liegen die Finger immer quer über allen drei Saiten in den Positionen große Sekunde, Terz und Quarte zur leeren Saite.
Ein epischer Gesang beginnt üblicherweise mit einem Instrumentalstück (bana par) von kurzer Dauer (etwa einer Minute), dann folgen nach einem Wortbeitrag weitere instrumentale Einheiten. Bei einem untersuchen Gesang begann der eigentliche erzählende Gesangsstil (artha batana, auch tika oder samjana) mit bana-Begleitung (ganaka par) nach etwa 15 Minuten. Der Inhalt wird teilweise gesungen, teilweise gesprochen. Jeder neuen Texteinheit geht eine 20 bis 30 Sekunden dauernde instrumentale Einstimmung auf den Grundton voraus. Die bana wird immer solistisch vom Sänger (banadhari) gespielt; ohne Begleitmusiker nutzt er innerhalb der musikalischen Grenzen einen individuellen Gestaltungsspielraum. Die instrumentalen Einlagen können mehrere Funktionen haben: Sie kündigen den Auftritt einer neuen mythologischen Figur an, sie versuchen eine musikalische Übersetzung der Handlung (der Held reitet durch den Wald oder die Frau beklagt den Weggang ihres Gatten) oder es sollen bestimmte Gefühle oder Tätigkeiten angezeigt werden. Hierzu gehört der Ausdruck von Glück, Zufriedenheit, Trauer, Kampfszenen oder das angedeutete Blasen eines Schneckenhorns.
Besondere stilistische Merkmale sind Triller, Schleifer und Doppelschläge. Auf die Ornamentierung der Noten mit Vibrato wird verzichtet, dafür gibt es die bei der Gitarre als Hammer-on bekannte Methode, einen Finger der Greifhand wiederholt kurz auf der Saite aufzusetzen. Die Bogenführung sorgt für die rhythmische Gestaltung. Das Ende der Erzählung deutet der Musiker mit der Rückkehr auf den Grundton an.

## Sozio-kulturelles Umfeld
Durch den Mandla-Distrikt führt in einem breiten Tal der Oberlauf der Narmada, die in Indien als heiliger Fluss verehrt wird. Das abgelegene und im Mittelalter in mehrere Kleinkönigreiche aufgeteilte Gebiet bezeichneten die Mogulherrscher als Gondwana. In dieser, bis ins 18. Jahrhundert weitgehend unabhängigen „Heimat der Gonds“ wurden die eigene Erzähltradition (Gondawani-Erzählungen) und Geschichten aus dem Mahabharata (Pandawani-Erzählungen) mündlich tradiert.
In einer von den Pardhans überlieferten Geschichte aus dem Mahabharata geht es um die Erfindung der bana. Der Held Bhima, der bei den Pardhans als jüngster der fünf Pandava-Brüdern gilt, tötete durch eine List einen Rakshasa (Dämon). Dessen Tochter Manko saß weinend da, als ihr Papagei Toti vorbeikam und um Nahrung bat. Sie erklärte dem Vogel, dass sie arm sei und ihm nichts geben könne. Dem Papagai überreichte sie ein Stück Feuerholz und wies ihn an, daraus eine Fiedel zu bauen. Damit solle er den Gonds vorspielen und dann würde er von ihnen Rinder, Kleidung und Getreide erhalten.
Die Pardhans, deren Name von Sanskrit pradhan, „Minister“, „Premierminister“, abgeleitet ist, stellen eine kleine ethnische Gruppe dar, die als Musiker den Gonds zu Diensten sind und ansonsten wie die Gonds hauptsächlich Weizenanbau betreiben. Sie leben verstreut in Madhya Pradesh und Andhra Pradesh. Heute sind beide Ethnien in ihrem Glauben und ihren Ritualen weitgehend hinduisiert. Der Anthropologe Verrier Elwin sammelte Volkserzählungen der Gonds, in denen auch von ihrem mythischen Ursprung die Rede ist. Demnach gab es einen Vorfahr, der ein besonderes Verhältnis zu den Göttern hatte und in der Lage war, die Wünsche der Götter vermittels seiner Musik weiterzugeben. Mit dieser Fähigkeit wurde er zum Priester des Hauptgottes der Gond, Bara Deo, und zum Chronisten ihrer Geschichte. Die neue Rolle, für deren Ausübung er von den Gond freigestellt wurde, verlieh ihm eine Identität als Pardhan. Bara Deo (oder Bara Pen), der von tausenden weiterer Götter umgebene oberste Gott der alten Gond-Religion, hatte seinen Wohnsitz in der bana und beschützte den Pardhan auf seiner Reise.
Ein anderer Herkunftsmythos handelt von einem Mann und seiner Frau, die ein Kind in einem Reisfeld zeugten. Nachdem der Junge im selben Reisfeld zur Welt gekommen war, sagten seine sechs Brüder: Wir sind im Haus geboren worden und haben den Namen des Hauses erhalten. Dieser Junge wurde draußen geboren, also soll er einen Namen von draußen erhalten. Sie gaben ihm den Namen „Pardhan“. Hier setzt sich das Wort aus para, „andere/r“ und dhan, „Reis“ zusammen: „einer, der anderer Leute Reis isst“. Die Brüder beschlossen, den Jungen nur als Halbbruder anzuerkennen. Er sollte nicht mit ihnen gemeinsam essen und nicht ins Haus kommen dürfen. Nach der Geburt vergrub der Vater die Plazenta auf dem Feld und entzündete ein Feuer darüber. Aus einem halbverbrannten Stück Holz, das vom Feuer übrigblieb, fertigten die Brüder die erste bana und aus einer Schlingpflanze den ersten Bogen. Einer der Brüder nahm den Jungen auf seine Schultern, legte ihm Instrument und Bogen in die Hände und brachte ihm das Spielen bei. So erklärt sich, dass Gonds und Pardhans dieselben Vorfahren haben.
Das Alter dieser kulturellen Tradition ist unbekannt. Die Gond-Königreiche besaßen keine schriftliche Überlieferung. Erstmals erwähnt werden die Gonds in zwei Steininschriften des Gupta-Reiches (Anfang 4. bis Mitte 6. Jahrhundert). Eine um das Jahr 1000 datierte Inschrift enthält eine Liste von Fürsten der Gonds, die bis in die Gupta-Zeit zurückreicht. Danach vergingen vier Jahrhunderte, bis die Gonds in der Hofchronik Akbar-nama von Abu 'l-Fazl, dem Geschichtsschreiber am Hof Akbars Ende des 16. Jahrhunderts wieder auftauchen.
Über das Verhältnis zwischen Pardhans und Gonds in der Mogulzeit wird im Akbar-nama nichts ausgesagt. Erst britische Autoren beschrieben im 19. Jahrhundert die Gonds als Landwirte und die Pardhans als von ihnen Abhängige mit einer allgemein sehr niedrigen sozialen Stellung. Die Pardhans seien teilweise in kriminelle Aktivitäten verstrickt gewesen. Dagegen bescheinigte Shamrao Hivale (1946) den Pardhans in Mandla eine vergleichsweise angesehene soziale Position als Priester-Musiker der Gonds. Ein Pardhan-Musiker bezeichnet seinen Auftraggeber als thakur („Meister“) oder jajman („Patron“), er selbst wird von den Gonds neutral als banadhari („bana-Träger“) oder mit dem Spitznamen dasondi angesprochen. Die Anerkennung der Pardhans in Mandla wird an den Zuwendungen deutlich, die sie von den thakurs erhielten. An erster Stelle stand suk dan, eine Gabe in Form von Geld und Weizen, die am Ende einer Vorstellung der Pardhan in einer Zeremonie überreicht bekam. Zu besonderen Anlässen erhielten die Pardhans weitere Gaben (dan), etwa Haushaltsgegenstände, Gold und Silber oder Rinder. Wenn ein thakur starb, konnte sein Pardhan einen großen Teil der Hinterlassenschaft als muwar dan erben.
Im Unterschied zu Shamrao Hivale, der die Pardhans der ersten Hälfte des 20. Jahrhunderts als in existenzieller Abhängigkeit von den Gonds und vom Hunger bedroht beschrieb, erwirtschaften die Pardhans heute ihr Haupteinkommen aus der Landwirtschaft, sodass sie nicht mehr auf die finanzielle Unterstützung durch Patrons angewiesen sind. Heiraten zwischen Pardhans und Gonds sind nach wie vor ausgeschlossen, andere soziale Abgrenzungen wurden dagegen gelockert. In den 1980er Jahren gaben einige bana-Spieler an, für mehrere hundert Gond-Auftraggeber (jajman) tätig zu sein; so viele, dass sie jeden einzelnen nur in einem Turnus von drei Jahren besuchen konnten. Die Hauptsaison für die epischen Gesänge der Pardhans dauert von Februar bis Mai. Die Musiker begeben sich auf Tournee (mangteri) und besuchen die Gonds in ihren Häusern. Es ist die Zeit nach der Weizenernte. Das Getreide wurde getrocknet, aufbereitet und eingelagert, sodass die Bauern nun eine Ruhezeit haben, um die alten Geschichten anzuhören. Nach einem früheren Aberglauben durften die Pardhans für den Rest des Jahres bis nach der nächsten Ernte nicht mehr auftreten, weil sonst böse Geister (Bhutas) von der Musik angelockt würden und die Ernte vernichten könnten.
Außer den epischen Liedern kennen die Pardhans eine Reihe weiterer Instrumental- und Gesangsstile, die zu bestimmten gesellschaftlichen Anlässen gehören: Lieder für Hochzeiten (dadarya), Lieder zum Frühlingsfest Holi (phaag) und zu anderen Hindufesten. Diese Stile werden auch von anderen Kasten und Adivasigruppen gepflegt, nur der von einer bana oder einer Bogenharfe (bin-baja) begleitete epische Sologesang ist für die Pardhans charakteristisch. Zu den anderen Musikinstrumenten der Pardhans gehören die Fasstrommel dholak und das Doppelrohrblattinstrument sahinai (verwandt mit der shehnai).
Die bana besitzt für die Gonds eine ähnliche symbolische Bedeutung wie die dhak, eine Sanduhrtrommel, die bei der Mina-Kaste im südlichen Rajasthan eine Gottheit bei Besessenheitsritualen verkörpert. Der äußerliche Unterschied besteht darin, dass die Rituale der Mina mit großem Aufwand unter Einbezug der gesamten Dorfgemeinschaft inszeniert werden, während der banadhara auf Einladung einer Familie einen kleinen Kreis von Zuhörern in ruhiger nächtlicher Atmosphäre mit seinem Vortrag fesseln und zum Lachen bringen kann.